# BL Lac object

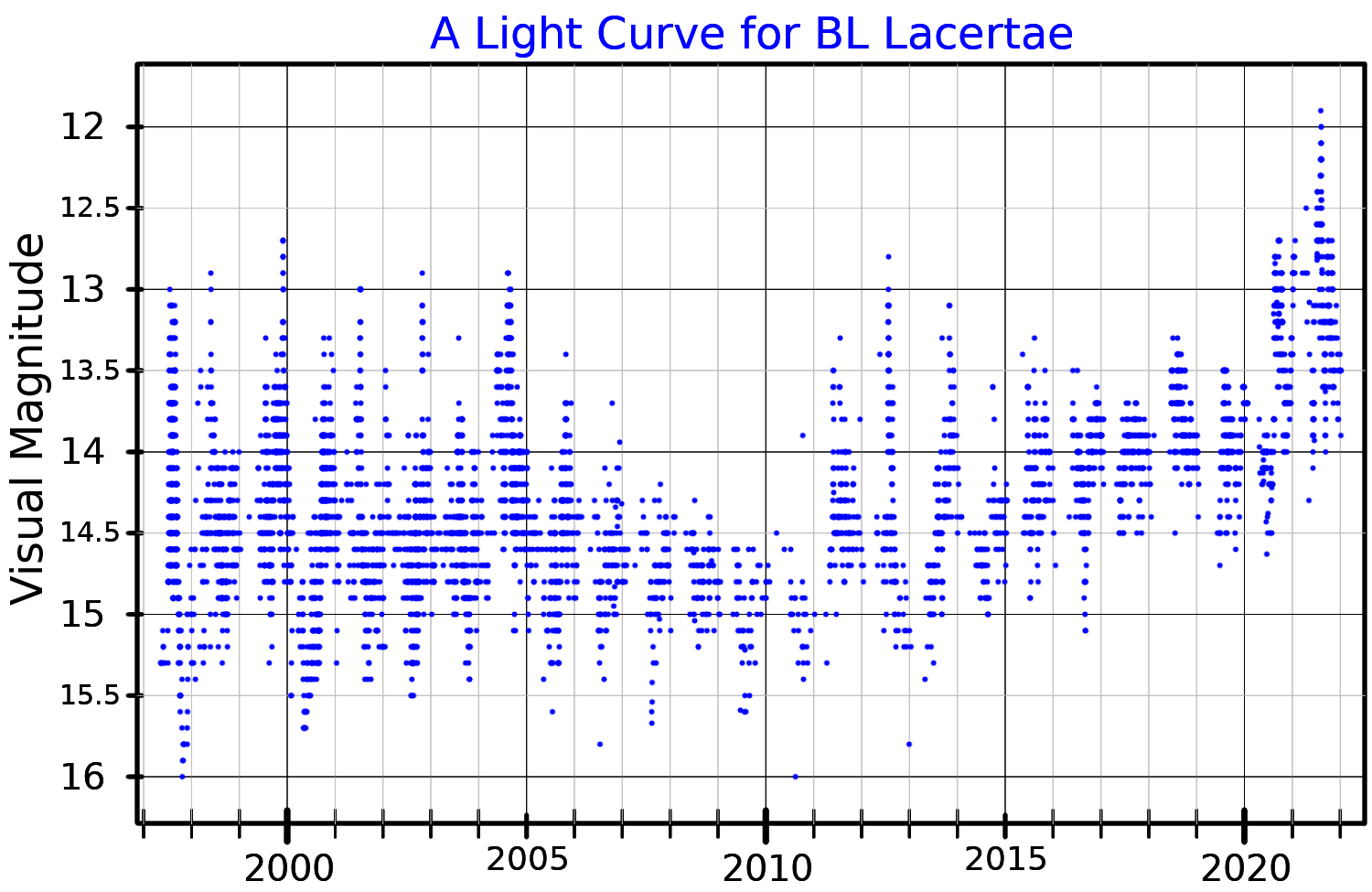
Lichtkromme van BL Lac

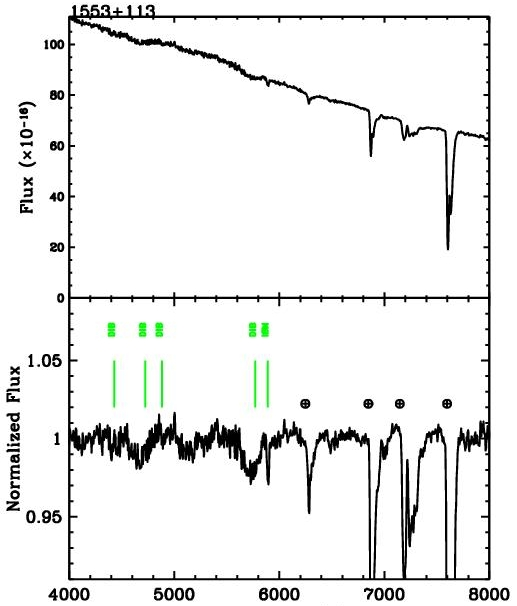
Het optische spectrum van het BL Lac object PG 1553+11. De diepe lijnen worden veroorzaakt door de aardatmosfeer.

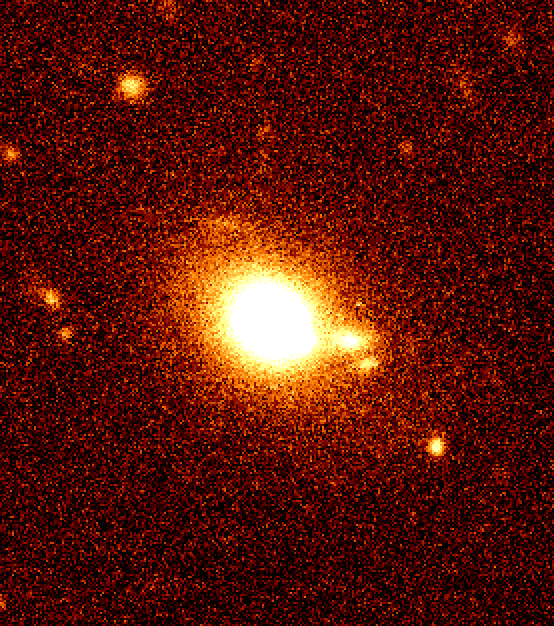
Het BL Lac object H 0323+022 (z=0.147), foto gemaakt met de ESO NTT (R filter). Het omringende sterrenstelsel en enkele begeleiders zijn zichtbaar.

Een BL Lacertae object of BL Lac object is de actieve kern (active galactic nucleus, AGN) van een actief sterrenstelsel, genoemd naar het prototype BL Lacertae. In tegenstelling tot andere soorten actieve sterrenstelsels laten BL Lac objecten op alle golflengtes snelle tijdsvariaties (binnen enkele uren) met grote amplitudes zien. Ze vertonen ook aanzienlijke (tot 20%) optische polarisatie. Wegens deze eigenschappen werd aanvankelijk gedacht dat BL Lac een veranderlijke ster was. Vergeleken met veel helderdere actieve sterrenstelsels (quasars) met sterke emissielijnen hebben BL Lac objecten spectra die gedomineerd worden door niet-thermische continuüm straling. Daardoor kunnen de spectra niet gebruikt worden om de samenstelling van de objecten te bestuderen. De afstand van BL Lac objecten kan bepaald worden uit de roodverschuiving van het zwakke spectrum van het omringende sterrenstelsel.
In een schema van actieve sterrenstelsels met sterke radio straling worden BL Lac objecten geïnterpreteerd als zijnde radio-sterrenstelsels met een relativistische jet die straalt bijna in de richting van de waarnemer. Deze actieve sterrenstelsels zijn massieve sferoïdale stelsels, een soort blazar. Ook de radiostraling van de objecten wordt gedomineerd door straling van de kern, en vele objecten vertonen bewegingen van structuren binnen de relativistische jet die schijnbaar sneller zijn dan de lichtsnelheid (superluminal motion).
Voorbeelden van BL Lac objecten zijn BL Lacertae, OJ 287, AP Librae, PKS 2155-304, PKS 0521-365, Markarian 421, 3C 371, W Com, ON 325 en Markarian 501.

## Geschiedenis
BL Lac objecten werden voor het eerst herkend door John L. Schmitt in 1968 toen hij een radiobron (VRO 42.22.01) identificeerde met BL Lacertae. Binnen een jaar ontdekten anderen dat de radiostraling varieerde in sterkte en dat het licht gepolariseerd was. Strittmatter stelde het bestaan van de klasse objecten voor in 1972, en in 1976 waren er al 30 BL Lac objecten bekend.